# 中多塞特和北普爾 (英國國會選區)
中多塞特和北普爾（英語：Mid Dorset and North Poole），英國國會一郡選區，位於英格蘭西南部多塞特郡中部，包括珀貝克區北部、普爾北部和東多塞特南部。
創設於1997年，2001年自民黨的安內特·布魯克擊敗保守黨的當任議員克里斯多福·弗雷澤，控制本區至今。她在2010年大選中以45.1%選票、269票之差擊敗保守黨的候選人成功連任。